# 洪江市人民政府
27°12′55″N 109°50′35″E / 27.215319°N 109.84296°E
洪江市人民政府（简称洪江市政府）是中华人民共和国湖南省怀化市洪江市的行政管理机关。现任市长是向青松，2021年上任。

## 沿革

### 反腐败工作
2009年6月，湖南省纪委根据《中国共产党纪律检查机关案件检查工作条例》决定对杨秀涛实施“两规”措施。
2013年10月24日，舒曦因涉嫌违纪问题接受湖南省纪委立案调查。2015年4月13日，怀化市中级人民法院在辰溪县人民法院审理舒曦受贿案，舒曦受贿778万余元，另外对其家庭财产中的1854万余元巨额财产不能说明来源。

## 历任市长
| 姓名   | 就任日期   | 卸任日期   | 备注  |
| ------ | ---------- | ---------- | ----- |
| 丁友平 | 2003年3月  | 2008年10月 |       |
| 杨秀涛 | 2008年10月 | 2010年1月  |       |
| 舒曦   | 2010年1月  | 2011年5月  | [ 4 ] |
| 向守清 | 2011年5月  | 2014年1月  | [ 5 ] |
| 张龚   | 2016年8月  | 2021年6月  | [ 6 ] |
| 向青松 | 2021年6月  |            | [ 7 ] |